# 明日の笑顔のために
『明日の笑顔のために』（あすのえがおのために）は、松澤由美の8作目のシングル。2000年4月28日にポニーキャニオンから発売された。

## 解説
前作『誰も知らない地図で』から5か月のシングルで、プロデュース・楽曲提供は田中公平が行った。
表題曲の作詞はタイアップであるWOWOWアニメ『ゲートキーパーズ』の総監督である佐藤順一が担当した。当時、レーベル所属の無かった松澤は音楽担当をしていた田中へ相談、その後、主題歌担当およびCDリリースへと繋がった。

## 収録曲
全曲 作曲：田中公平、編曲：岩崎文紀
1. 明日の笑顔のために
作詞：佐藤順一
  - WOWOWアニメ『ゲートキーパーズ』オープニングテーマ
2. 今日から明日へ
作詞：山口宏

・WOWOWアニメ『ゲートキーパーズ』エンディングテーマ